# آموری لوو
اَمُری لُوو (به فرانسوی: Amaury Leveaux) (زادهٔ ۲ دسامبر ۱۹۸۵) شناگر اهل فرانسه است.